# Koyamasia calcarea
Koyamasia es un género monotípico de plantas fanerógamas perteneciente a la familia de las asteráceas. Su única especie es Koyamasia calcarea.

## Descripción
Son hierbas perennes, que alcanzan un tamaño de 20-80 m de altura. Tiene tallos erectos, de manera visible acanalados, pubérulos con glándulas estipitadas. Las hojas de 10-30 por 3-6 cm, ovadas o elípticas, con margen aserrado, ápice agudo a acuminado, atenuada la base, subcoriácea la superficie, la superior escabrosa y sin glándulas, la superficie inferior escabrosa con pelos y glándulas capitados, venas laterales 7-10- emparejadas; pecíolos de hasta 6 cm de largo. Terminal de inflorescencias, generalmente solitarias. Capítulos ampliamente campanulados, 1,5-3 cm de largo, pedunculado. Receptáculo glabro. Involucros hemisféricos.  Floretes más de 80,  corolas, púrpura o blancas. Anteras de 3-4 mm de largo, agudos apéndice apical, base obtusa. Estilos de color púrpura. Los frutos son aquenios, de 3.5 hasta 4.5 mm de largo, glabro. Vilano con 1 serie de cerdas, 1-3 mm de largo, de hoja caduca.

## Taxonomía
Koyamasia calcarea fue descrita por (Kitam.) H.Rob. y publicado en Proc. Biol. Soc. Washington 112(1): 235 (1999)
Sinonimia
- Camchaya calcarea Kitam.
- Vernonia calcarea (Kitam.) H.Koyama